# Zygmunt Haduch-Suski
Zygmunt Haduch-Suski (ur. 9 czerwca 1940 w Płowcach, zm. 31 stycznia 2015 w Monterrey) – polski doktor inżynier mechanik, specjalista tribologii, profesor tytularny Uniwersytetu w Monterrey, działacz polonijny w Meksyku, tłumacz przysięgły.

## Życiorys

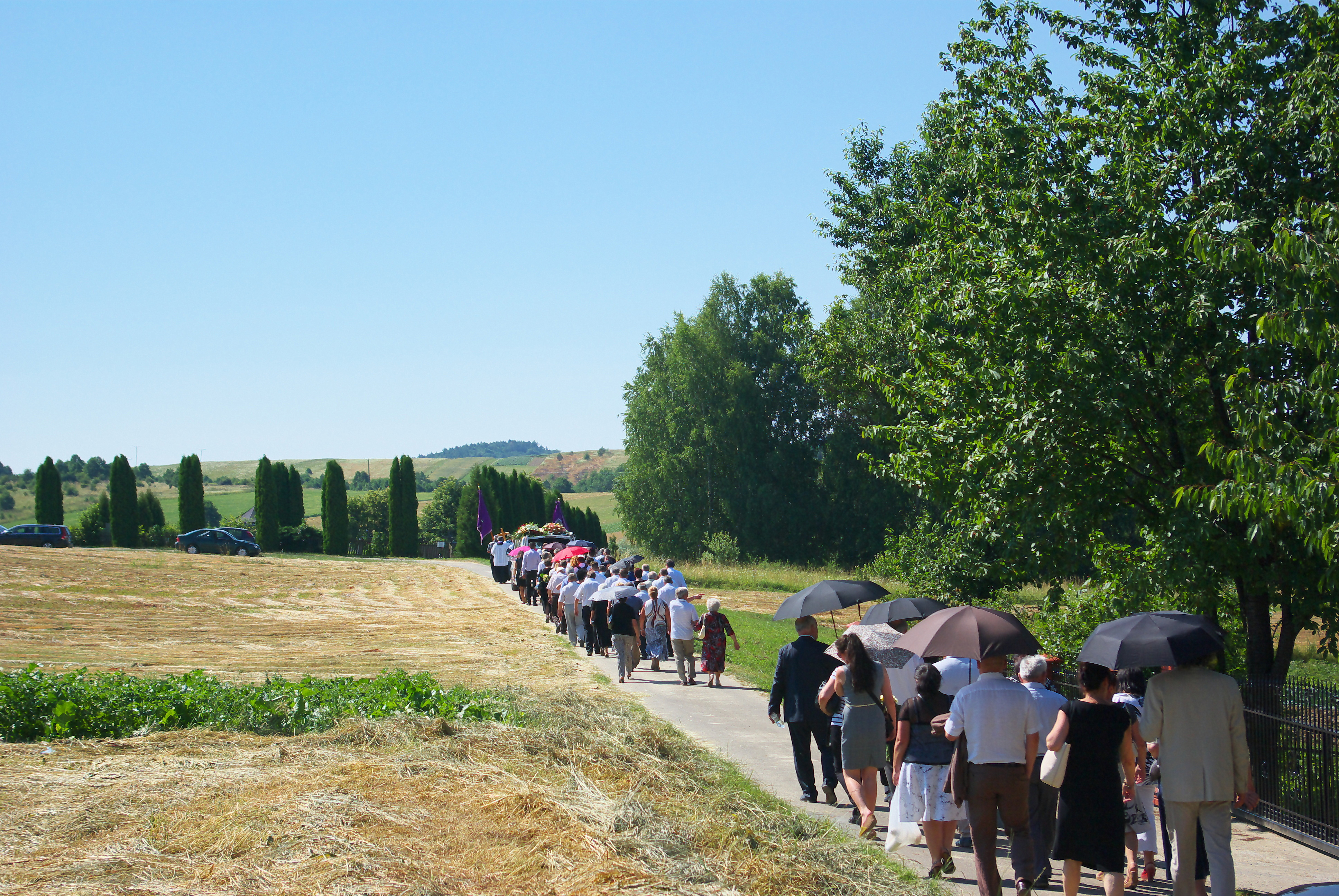
Pogrzeb Zygmunta Haducha-Suskiego w rodzinnych Płowcach

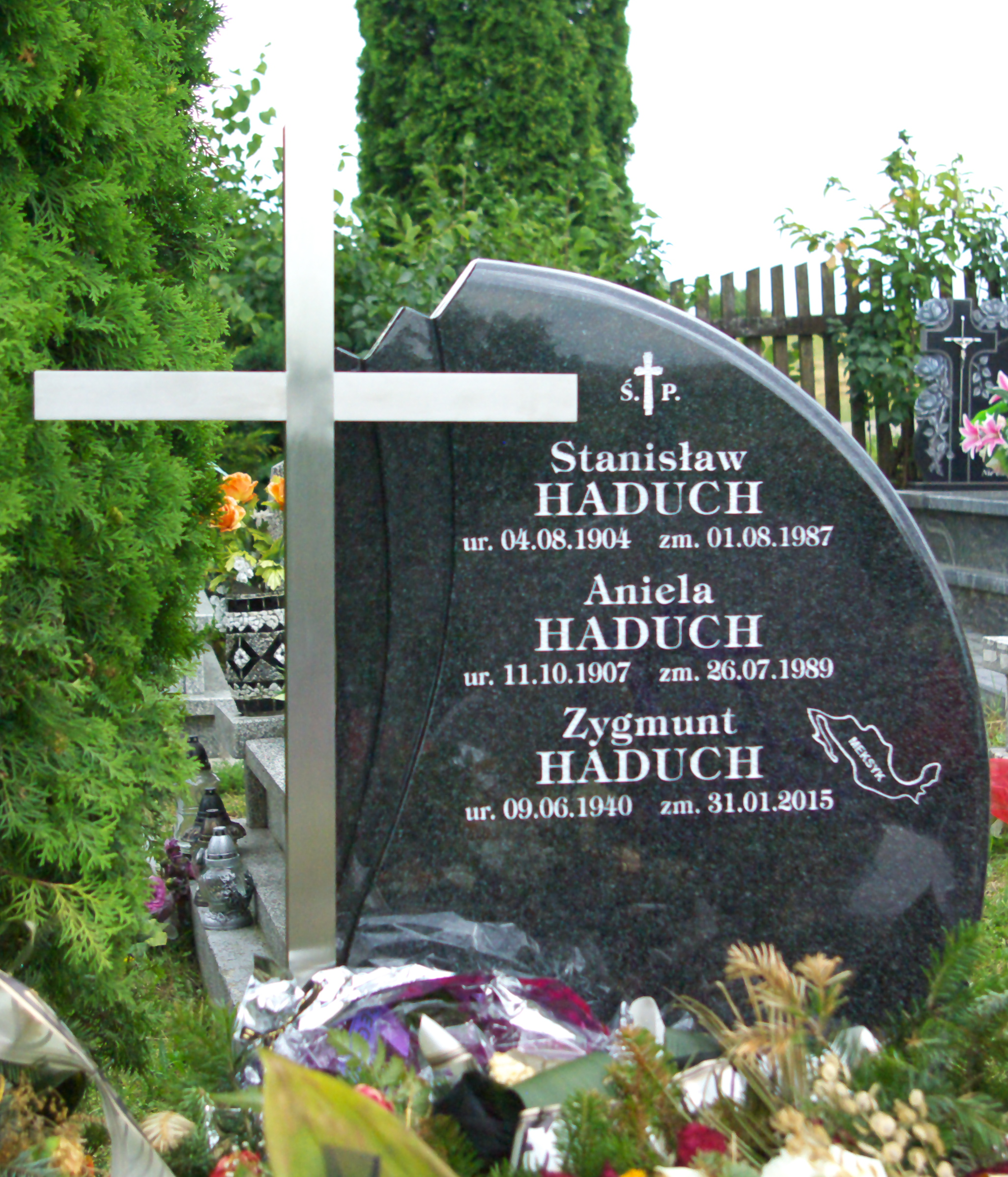
Nagrobek rodziny Haduchów w Płowcach

Pochodził z Płowiec, był synem Stanisława (1904-1987) i Anieli z domu Suskiej (1907-1989). Uczył się w pobliskim Sanoku. Uczęszczał do szkoły podstawowej im. Grzegorza z Sanoka przy ul. Stanisława Konarskiego, po czym rozpoczął naukę w II Liceum Ogólnokształcącym, skąd po roku w 1955 przeniósł się do Technikum Mechanicznego, w którym w 1958 zdał maturę z tytułem technika mechanika o specjalności obróbka skrawaniem.
Od 1958 do 1960 był zatrudniony w utworzonej wówczas Sanockiej Fabryce Autobusów „Autosan”, wpierw na stanowisku ślusarza, następnie jako kontroler techniczny na wydziale montażowych autobusów. Od 1960 do 1968 studiował na Wydziale Mechanicznym Politechniki Krakowskiej (początkowo na wydziale uczelni w Rzeszowie). Po przeniesieniu do Krakowa podczas studiów działał w sferze kulturalnej, był przewodniczącym komisji kultury w Radzie Uczelnianej Zrzeszenia Studentów Polskich Politechniki Krakowskiej. W 1968 uzyskał tytuł inżyniera, po czym został asystentem na uczelni. W 1978 uzyskał stopień doktora nauk technicznych na podstawie rozprawy pt. „Wpływ składu chemicznego i struktur na odporność na ścieranie żeliwa szarego” (jego promotorem był prof. Stanisław Rudnik). Do 1985 był zatrudniony na politechnice na stanowisku adiunkta w macierzystym wydziale.
W 1985 wyjechał na dwuletni kontrakt do Meksyku, korzystając z zaproszenia rządu tego kraju, podejmując pracę w Instytucie Technologicznym w Saltillo. Początkowo zamieszkiwał w klasztorze braci w La Salle. W Meksyku osiadł na stałe, zamieszkując tam z rodziną. Został profesorem etatowym w Instytucie Technologii i Studiów Wyższych w Monterrey. Otrzymał godność profesora tytularnego na Uniwersytecie w Monterrey (Universidad de Monterrey) jako jeden z kilkunastu zaszczyconym tym tytułem w gronie kilkuset wykładowców tej uczelni. Specjalizował się w tribologii, nauce o tarciu i zużyciu, materiałoznawstwie, mechanice materiałów. Wykładał w języku hiszpańskim inżynierię materiałów, wytrzymałość materiałów, odlewnictwo, procesy wytwarzania. Napisał trzy książki naukowe, opublikował wiele artykułów w czasopismach technicznych, był autorem jednego patentu.
W Meksyku zaangażował się w działalność polonijną. Był założycielem i został prezesem Związku Polaków i Przyjaciół Polski w Meksyku, działającego w ramach Unii Stowarzyszeń i Organizacji Polskich w Ameryce Łacińskiej. Działał w ramach propagowania polskiej kultury dla Polonii w Meksyku, organizował przedsięwzięcia polsko-meksykańskie, także w dziedzinie wymiany naukowej.
Był tłumaczem przysięgłym z języka polskiego, języka rosyjskiego i języka serbo-chorwackiego na język hiszpański.
Był żonaty z Agatą, miał trzy córki: Ewę, Joannę i Małgorzatę. Zmarł 31 stycznia 2015 w Monterrey. 5 lipca 2015, po mszy św. żałobnej w Kościele Matki Bożej Anielskiej w Płowcach odprawionej przez ks. Andrzeja Skibę i meksykańskiego biskupa pomocniczego Alfonso Gerardo Miranda Guardiola, prochy Zygmunta Haducha-Suskiego zostały pochowane w grobowcu rodzinnym na cmentarzu w Płowcach.

## Publikacje
- Aumentar la vida de operación del recuperador de calor de la planta 3M-5 de reducción directa (2007, współautor)
- Optimizar la vida útil de las herramientas de corte en el proceso de fabricación de engranes en motoreductores US (2007, współautor)
- Rediseño de tratamiento térmico para engranes de motorreductores de la familia &GWBP de Emerson (2009, współautor)
- Desarrollo de un proceso industrial de reciclado de fibra de vidrio (2009, współautor)
- Optimización del tratamiento térmico de las aleaciones 319 y 356 (2010, współautor)
- Evaluación de métodos de fundición para obtener superficies bio-activas (2010, współautor)
- Método de recuperación de dados de extrusión por medio de soldadura (2010, współautor)
- Mejora a la resistencia al desgaste de elementos en moldes para pisos cerámicos (2010, współautor)
- Prolongación de la vida útil de dados de extrusión de aluminio (2010, współautor)

## Nagrody i wyróżnienia
- Nagroda Canacero (przyznana przez Meksykańskie Stowarzyszenie Producentów Żelaza i Stali).
- Tytuł „Premio Pro Magistro” (przyznany przez Uniwersytet w Monterrey).